# 贊格蘭
赞格兰为阿塞拜疆赞格兰区首府，自纳戈尔诺-卡拉巴赫战争發生後，该地实际处于阿尔察赫共和国控制之下。叙利亚内战爆发后，许多来自叙利亚的亚美尼亚族难民在在此地定居。2020年纳戈尔诺-卡拉巴赫戰爭爆發後，2020年10月20日，阿塞拜疆总统伊利哈姆·阿利耶夫宣布，阿塞拜疆军队已经夺回了贊格蘭 。